# Sycaonia pictosicarius
Sycaonia pictosicarius är en stekelart som beskrevs av Heinrich 1980. Sycaonia pictosicarius ingår i släktet Sycaonia, och familjen brokparasitsteklar. Inga underarter finns listade.